# دوشی (روستا)
دوشی (به لاتین: Dōshi) یک منطقهٔ مسکونی در ژاپن است که در منطقه مینامیتسورو، یاماناشی واقع شده‌است. دوشی ۷۹٫۵۷ کیلومتر مربع مساحت و ۱٬۸۶۵ نفر جمعیت دارد.